# Women and Children First
Women and Children First – trzeci album studyjny zespołu Van Halen, wydany w 1980 roku.

## Lista utworów
1. "And The Cradle Will Rock..." – 3:33
2. "Everybody Wants Some!!" – 5:08
3. "Fools" – 5:56
4. "Romeo Delight" – 4:19
5. "Tora! Tora!" – 0:56
6. "Loss Of Control" – 2:38
7. "Take Your Whiskey Home" – 3:11
8. "Could This Be Magic?" – 3:09
9. "In A Simple Rhyme" – 4:19
10. "Growth" (ukryty utwór) – 0:17

## Skład zespołu
- David Lee Roth – śpiew
- Eddie Van Halen – gitara prowadząca
- Michael Anthony – gitara basowa
- Alex Van Halen – perkusja